# Jean-Jacques Valleton
 (juin 2025).
Si vous disposez d'ouvrages ou d'articles de référence ou si vous connaissez des sites web de qualité traitant du thème abordé ici, merci de compléter l'article en donnant les références utiles à sa vérifiabilité et en les liant à la section « Notes et références ».
Jean-Jacques Valleton (Bergerac, 1er mai 1841 - Bordeaux, 20 avril 1916) est un architecte bordelais, élève de l'architecte Paul Abadie et s'inscrivant dans la veine architecturale d'Eugène Viollet-le-Duc.
Il s'inscrit dans les courants du renouveau gothique et du rationalisme architectural à Bordeaux, où il s'installe en 1864.

## Biographie
Jean-Jacques Valleton participe à la réalisation de nombreux bâtiments de la ville, comme l'hôpital psychiatrique Charles-Perrens, salué pour cela lors de l'Exposition universelle de 1889.
Il devient aussi sous-inspecteur de la tour Saint-Michel, de l'église Sainte-Croix.
Il contribue également à l'érection de maisons de santé, de pensionnats, de couvents mais aussi d'hôtels particuliers et de sa propre maison-atelier dans le quartier Saint-Seurin, rue du Colisée et rue Emile-Fourcand..
Il démontre son goût pour le style médiéval qu'il se rapproprie et l'éclectisme bordelais du XIXe siècle.
Il est également connu pour un trait notable : il se plaisait à dissimuler des sculptures de chats dans ses réalisations architecturales, en faisant sa signature.